# جسم زرد
جسم زرد (Corpus luteum) یک توده سلولی موقتی در تخمدان زنان بارور است که هورمون‌های پروژسترون، استرادیول و اینهیبین A را ترشح می‌کند.

## تشکیل
بعد از تخمک گذاری هورمون LH سبب می‌شود تا سلول های تک داخلی(THECA INTERNA) و باقی‌مانده سلول‌های فولیکولی که پاره شده‌است رشد کنند و تشکیل توده‌ای به نام جسم زرد را بدهند(تقریباً 80 درصد از سلول های فولیکولی و 20 درصد از سلول های تک داخلی تشکیل شده است.). LH سبب ترشح استروژن و پروژسترون از جسم زرد می‌شود. جسم زرد بین دو تا پنج سانتیمتر قطر دارد.
درصورت عدم حاملگی استروژن و پروژسترون هر دو باعث ایجاد یک مکانیسم خود تنظیمی منفی می‌شوند که ترشح FSH و LH را مهار می‌کند. این خود تنظیمی از ایجاد فولیکول‌های جدید در مرحله لوتئال جلوگیری می‌کند. در انتهای چرخه با دفع شدن جسم زرد، ترشح استروژن و پروژسترون به شدت کاهش می‌یابد و چرخه بعدی آغاز می‌شود(خانم دچار خونریزی عادت ماهیانه می‌شود).
درصورت حاملگی جسم زرد تا موقعی که جفت تکامل کافی پیدا نکرده‌است پروژسترون ترشح می‌کند و حاملگی را ادامه می‌دهد.

## بافت شناسی
سلول‌های Granulosa lutein (ترشح‌کننده پروژسترون، استرادیول و اینهیبین A ) و سلول‌های Theca lutein (ترشح‌کننده آندروژن، استروژن و پروژسترون) سلول‌های جسم زرد را تشکیل میدهند.